# Polyalthia stenophylla
Polyalthia stenophylla este o specie de plante din genul Polyalthia, familia Annonaceae, descrisă de Ian Mark Turner. Conform Catalogue of Life specia Polyalthia stenophylla nu are subspecii cunoscute.